# Jacqueline Silva
Cet article concerne une surfeuse brésilienne. Pour la joueuse de volley-ball, voir Jackie Silva.
Pour les articles homonymes, voir Silva.
Jacqueline Silva est une surfeuse professionnelle brésilienne née le 17 juillet 1979 à Florianópolis, Santa Catarina Brésil, deus fois championne du monde WQS.

## Biographie
Quand Jacqueline Silva pris d'abord les vagues avec son frère aîné à 14 ans, il est douteux qu'elle rêvait d'un tel effort en s'amusant pourrait la conduire à tous les coins du globe. Après avoir rencontré son entraîneur actuel, formateur et gestionnaire, Bira Schauffert, Jacqueline a commencé les concours de surf à un moment où les catégories féminines existaient à peine dans son pays, ce qui signifiait qu'elle devait rivaliser avec les garçons de son âge. Elle a gagné sa place pour le WCT 1997 et a été choisi comme "Rookie of the Year» dès sa première saison en tant que professionnelle. L'année suivante, elle a terminé à la 6e place au Championnat du monde de surf 1998.
Bien que les problèmes de santé ont empêché une meilleure performance en 2003 (terminant 10e), elle a fait un retour en gagnant le Roxy Pro Gold Coast en Australie en 2004, catapultant Silva, à 1re place du Championnat du monde de surf 2004 pendant 2 courses (elle terminera finalement 6e cette année-la). Le remarquable talent de Jacqueline, sa maitrise de soi et son esprit combatif encore une fois refait en 2007, où elle redevient championne du monde WQS lui permettant de se requalifier facilement pour l’ASP World Tour 2008.

## Palmarès

### Titres
- 2007 : Championne du monde WQS
- 2001 : Championne du monde WQS
- 1997 : Rookie of the Year (WCT)

### Podiums
- 2006 : Vice-Championne du monde ISA

### Victoires
- 2008 : Billabong Girls, Cascais, Portugal (WQS 6 étoiles)
- 2007 : Rip Curl Boardmaster, Newquay, Angleterre (WQS)
- 2007 : Pro Margaret River, Margaret River, Australie Occidentale (WQS)
- 2005 : Hello Kitty Boardfest, Huntington Beach, Californie (WQS)
- 2004 : O'Neill Angels, Anglet, Landes (WQS)
- 2004 ASP World Tour: Roxy Pro, Gold Coast, Queensland (WCT)
- 2002 ASP World Tour : Billabong Pro Maui, Honolua Bay, Maui, Hawaï (WCT)
- 2001 : Roxy Pro, Oahu, Hawaï, (WQS)
- 2001 : Mr Price Pro, Durban (WQS)
- 2000 : Hawaian Pro, Oahu, Hawaï, (WQS)
- 2000 : Body Paint Classic, Manly, Nouvelle-Galles du Sud (WQS)
- 1998 : Clarion Wahine's, Santa Cruz, Californie (WQS)

### Sa saison 2009 ASP World Tour
2009 est sa 10e année dans l'ASP World Tour
| Date                      | Compétition             | place | points |
| ------------------------- | ----------------------- | ----- | ------ |
| 28 février-11 mars        | Roxy Pro                | 9     | 360    |
| 8 avril-13 avril          | Rip Curl Pro            | 5     | 552    |
| 10 septembre-18 septembre | Billabong Girls Pro Rio |       |        |
| 14 octobre-19 octobre     | Beachley Classic        |       |        |
| 26 octobre-30 octobre     | Rip Curl Pro Search     |       |        |
| 3 novembre-8 novembre     | Movistar Peru Classic   |       |        |
| 25 novembre-6 décembre    | Roxy Pro                |       |        |
| 8 décembre-20 décembre    | Billabong Pro           |       |        |
|                           | classement provisoire   | 9     | 912    |

Actuellement en position de requalifié pour l'ASP World Tour 2010

### WCT
- 2008 : 10e
- 2007 : 12e réqualifiée car 1e en WQS
- 2006 : 17e réqualifièe grâce au WQS
- 2005 : 11e
- 2004 : 6e
- 2003 : 10e
- 2002 : 2e
- 2001 : 11e
- 2000 : année sabbatique
- 1999 : 13e